# 25 de março
25 de março é o 84.º dia do ano no calendário gregoriano (85.º em anos bissextos). Faltam 281 dias para acabar o ano.

## Eventos históricos

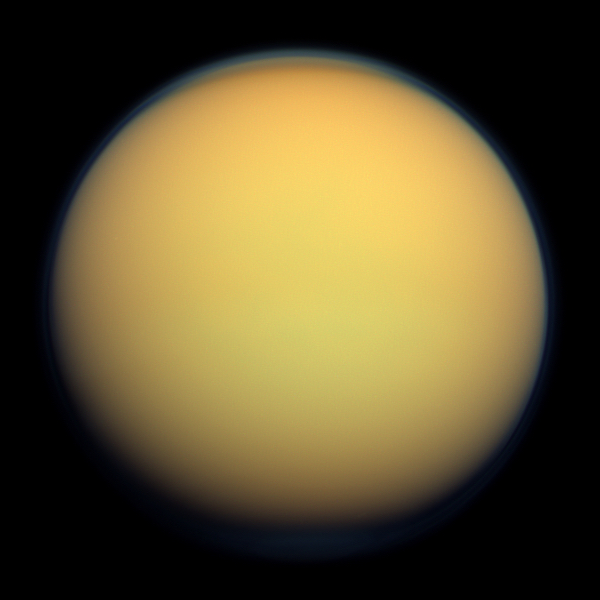
1655: Descoberta da lua de Saturno, Titã

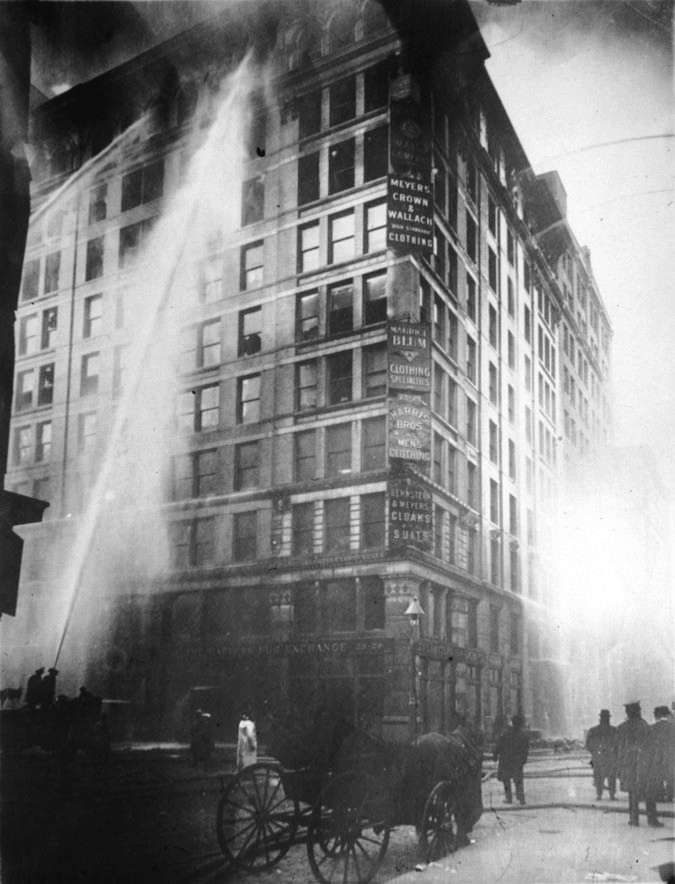
1911: Incêndio na fábrica da Triangle Shirtwaist em Nova Iorque

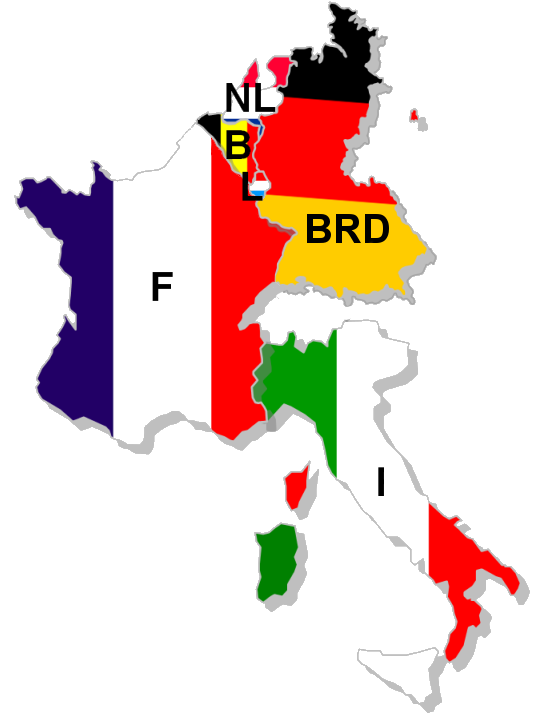
1957: Criação da Comunidade Econômica Europeia

- 0421 — A cidade italiana de Veneza é fundada com a dedicação da primeira igreja, a de San Giacomo di Rialto.
- 0708 — Papa Constantino torna-se o 88.º papa. Ele seria o último papa a visitar Constantinopla até 1967.
- 0717 — O imperador romano-oriental (bizantino), Teodósio III, abdica do trono para tomar os votos monásticos.
- 0919 — Romano Lecapeno toma o Palácio de Bucoleão em Constantinopla e torna-se regente do imperador bizantino Constantino VII.
- 1000 — Califa fatímida Aláqueme Biamir Alá assassina o ministro chefe eunuco Barjauã e assume o controle do governo.
- 1119 — Ricardo I de Inglaterra é ferido por uma flecha, quando lutava contra a França, vindo a falecer em 6 de abril.
- 1306 — Roberto Bruce torna-se rei da Escócia.
- 1409 — Convocação do Concílio de Pisa.
- 1410 — O imperador Yongle da China Ming lança a primeira de suas campanhas militares contra os mongóis, resultando na queda do cã mongol Bunyashiri.[1]
- 1519 — Hernán Cortés, invade o território que um dia seria o atual estado mexicano de Tabasco e derrota os indígenas presentes na região
- 1655 — A maior lua de Saturno, Titã, é descoberta por Christiaan Huygens.
- 1752 — A maior parte da Catedral Metropolitana de Buenos Aires desaba. Ela só seria reaberta 39 anos mais tarde.
- 1763 — Guerra Fantástica: Proclamada em Lisboa a paz entre os Reinos de Portugal, Espanha e França.
- 1802 — O Tratado de Amiens é assinado como um "Tratado de Paz Definitivo" entre a França e o Reino Unido.
- 1807
  - O Ato contra o Comércio de Escravos torna-se lei, abolindo o comércio de escravos no Império Britânico.
  - A Swansea and Mumbles Railway, torna-se a primeira ferrovia de transporte de passageiros do mundo.
- 1811 — Percy Bysshe Shelley é expulso da Universidade de Oxford pela publicação do panfleto A Necessidade do Ateísmo.
- 1821 — Data tradicional do início da Guerra de independência da Grécia. A guerra havia realmente começado em 23 de fevereiro de 1821 (calendário juliano).
- 1824 — O imperador Dom Pedro I outorga a Primeira Constituição do Brasil.
- 1854 — Começam a funcionar os primeiros lampiões a gás na iluminação pública no Rio de Janeiro.[2]
- 1857 — O fonógrafo é patenteado.
- 1882 — Inaugurado o elevador do Bom Jesus em Braga. Constituiu o primeiro funicular construído na Península Ibérica.
- 1908 — Fundação do Clube Atlético Mineiro.
- 1911
  - Em Nova Iorque o incêndio na fábrica da Triangle Shirtwaist mata 146 trabalhadores (129 mulheres e 23 homens).
  - Andrey Yushchinsky é assassinado em Kiev, levando ao caso Beilis.
- 1917 — A Igreja Ortodoxa Georgiana restaura a sua autocefalia abolida pelo Império Russo em 1811.
- 1918 — Criação da República Popular Bielorrussa.
- 1919 — O pogrom de Tetiev ocorre na Ucrânia, tornando-se o protótipo do assassinato em massa para o Holocausto.[3]
- 1924 — No aniversário da Independência grega, Aléxandros Papanastasíu proclama a Segunda República Helênica.
- 1931 — Racismo nos Estados Unidos: Os Scottsboro Boys são presos no Alabama e acusados de estupro.
- 1933 — Os sindicatos são suprimidos na Alemanha.
- 1941 — O Reino da Iugoslávia junta-se às forças do Eixo com a assinatura do Pacto Tripartite.
- 1949 — Mais de 92 mil cúlaques são repentinamente deportados dos Países Bálticos para a Sibéria.
- 1957 — A Comunidade Econômica Europeia é criada com a Alemanha Ocidental, França, Itália, Bélgica, Países Baixos e Luxemburgo como os primeiros membros.
- 1958 — O caça supersônico canadense Avro Arrow faz seu primeiro voo.
- 1965 — Ativistas dos direitos civis dos negros estado-unidenses, liderados por Martin Luther King Jr., completam com sucesso a sua marcha de 4 dias de Selma até o capitólio, em Montgomery, Alabama.
- 1969 — Durante sua lua de mel, John Lennon e Yoko Ono realizam seu primeiro Bed-In for Peace no Amsterdam Hilton Hotel (até 31 de março).
- 1970 — O presidente Médici amplia o mar territorial brasileiro de 12 para 200 milhas marítimas.
- 1971 — O Exército da República do Vietnã abandona uma tentativa de cortar a trilha Ho Chi Minh, no Laos.
- 1975 — Faisal da Arábia Saudita é baleado e morto por um sobrinho mentalmente doente.
- 1979 — O primeiro ônibus espacial totalmente funcional, Columbia, é entregue ao Centro Espacial John F. Kennedy para ser preparado para o seu primeiro lançamento.
- 1992 — O cosmonauta Sergei Krikalev retorna à Terra após uma permanência de dez meses a bordo da estação espacial Mir.
- 1995 — WikiWikiWeb, a primeira wiki do mundo, e parte do Portland Pattern Repository, é tornado público por Ward Cunningham.
- 1996 — O Comitê Veterinário da União Europeia proíbe a exportação de carne bovina britânica e seus subprodutos, em consequência da doença da vaca louca (encefalopatia espongiforme bovina).
- 2011 — O console Nintendo 3DS é lançado na Europa.
- 2015 — Arábia Saudita e seus aliados realizam ataques aéreos contra militantes houthis após seu avanço sobre Áden, no Iêmen.
- 2018 — Ao menos 64 pessoas morrem após incêndio em complexo comercial em Kemerovo, Rússia.

## Nascimentos

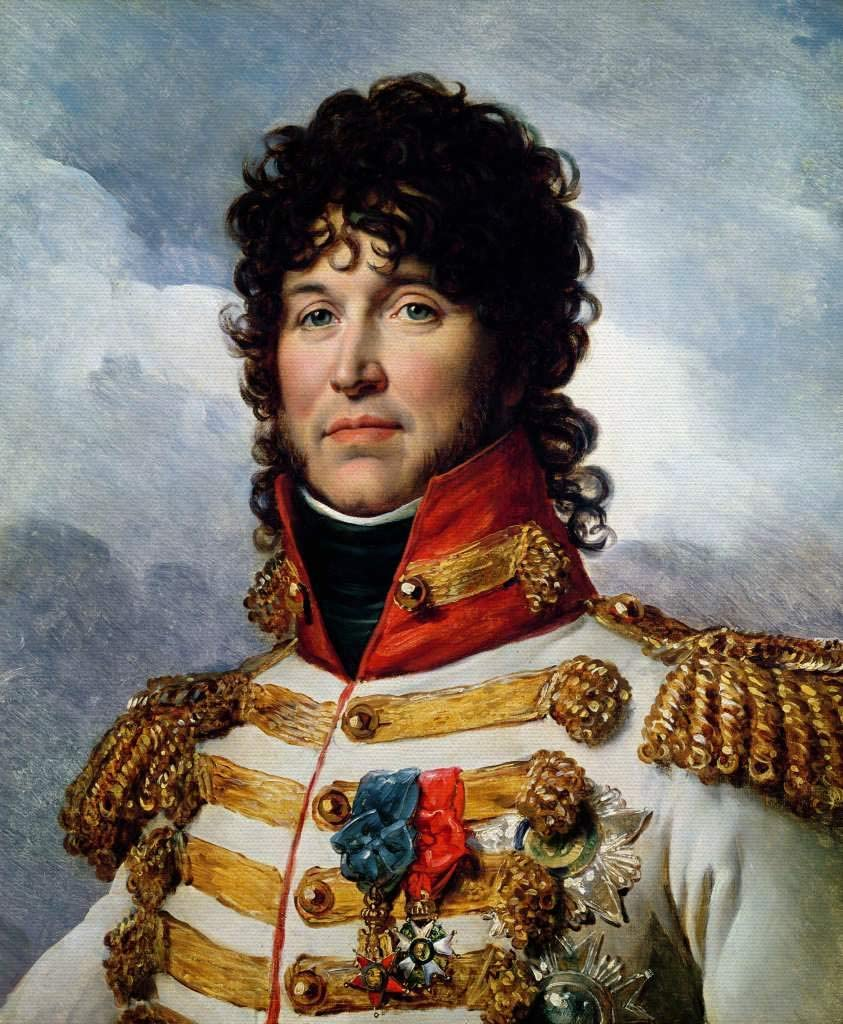
Joaquim Murat

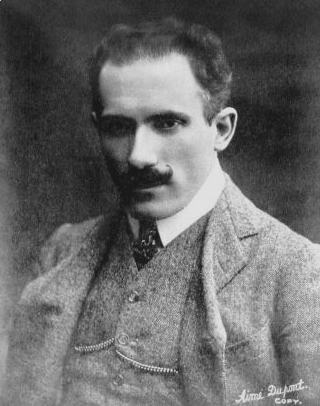
Arturo Toscanini

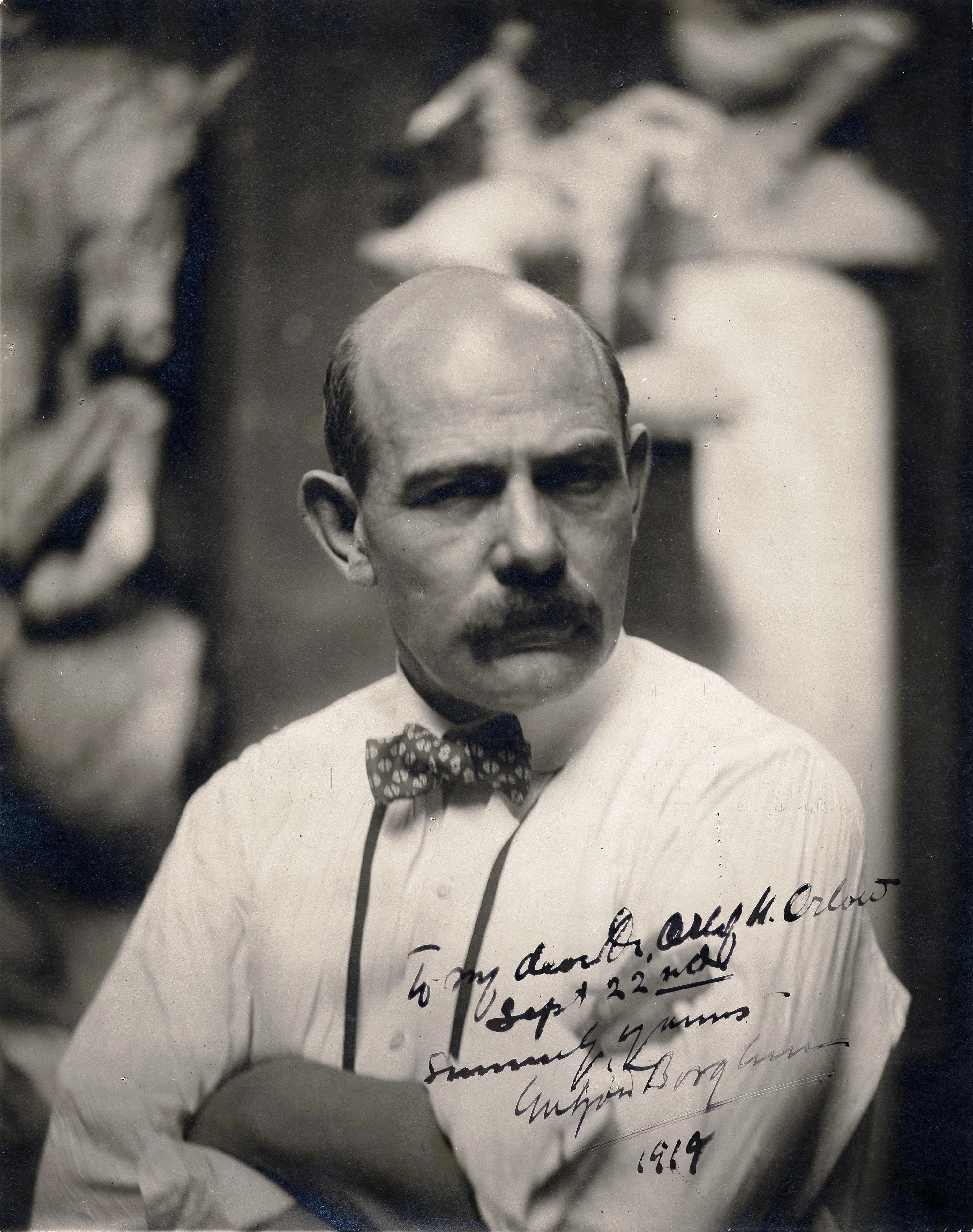
Gutzon Borglum

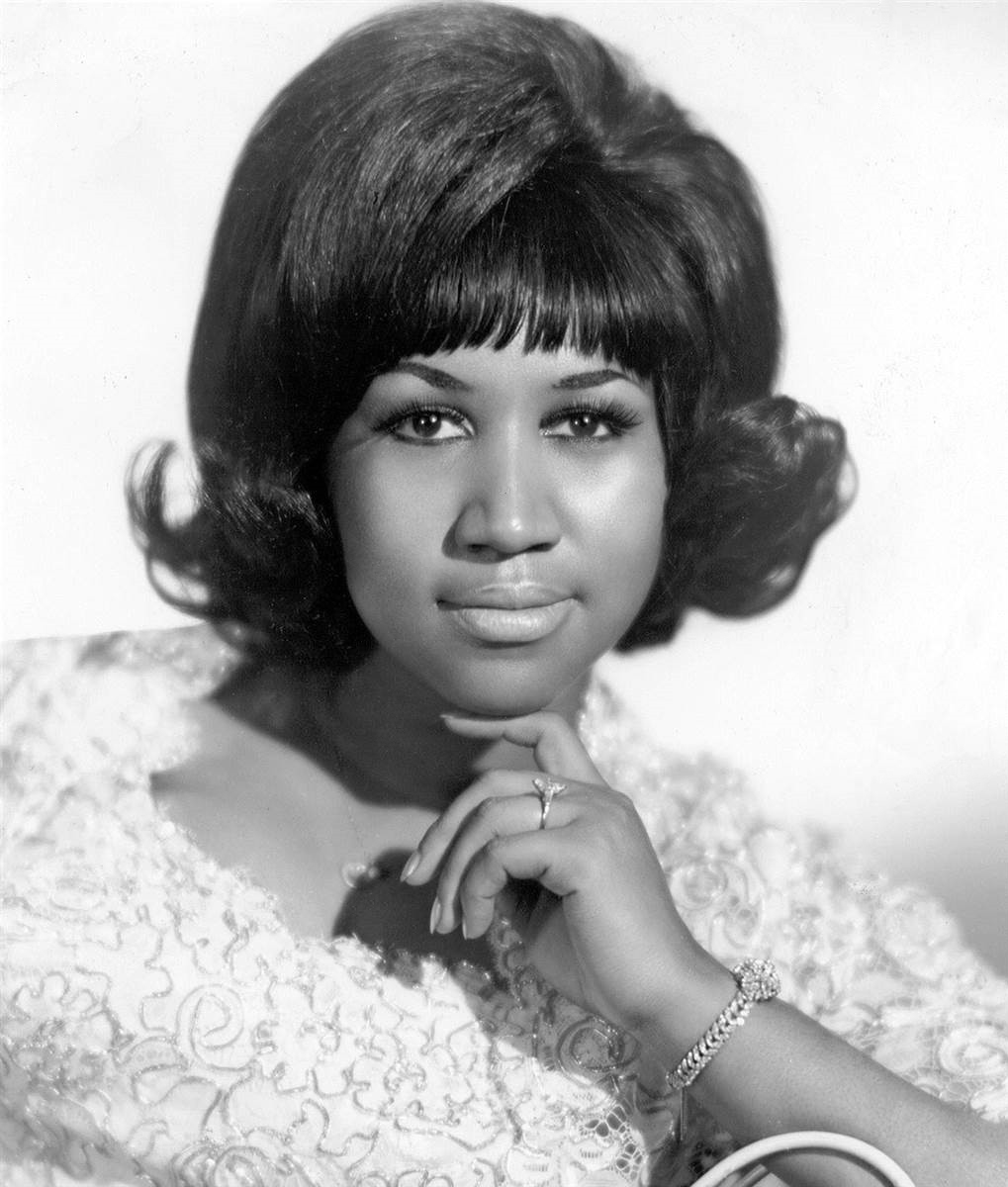
Aretha Franklin

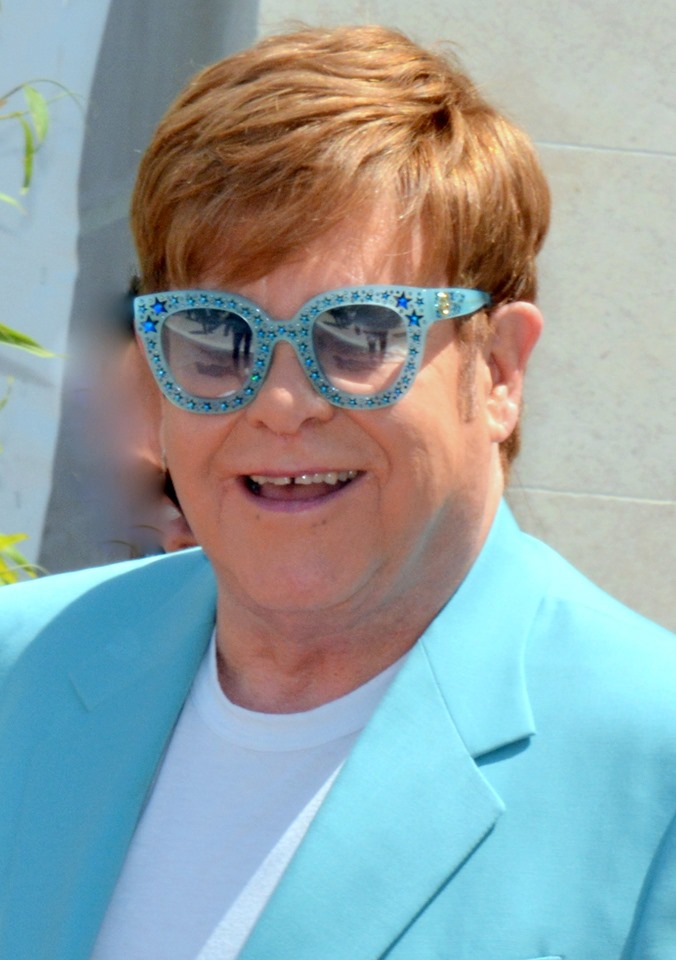
Elton John

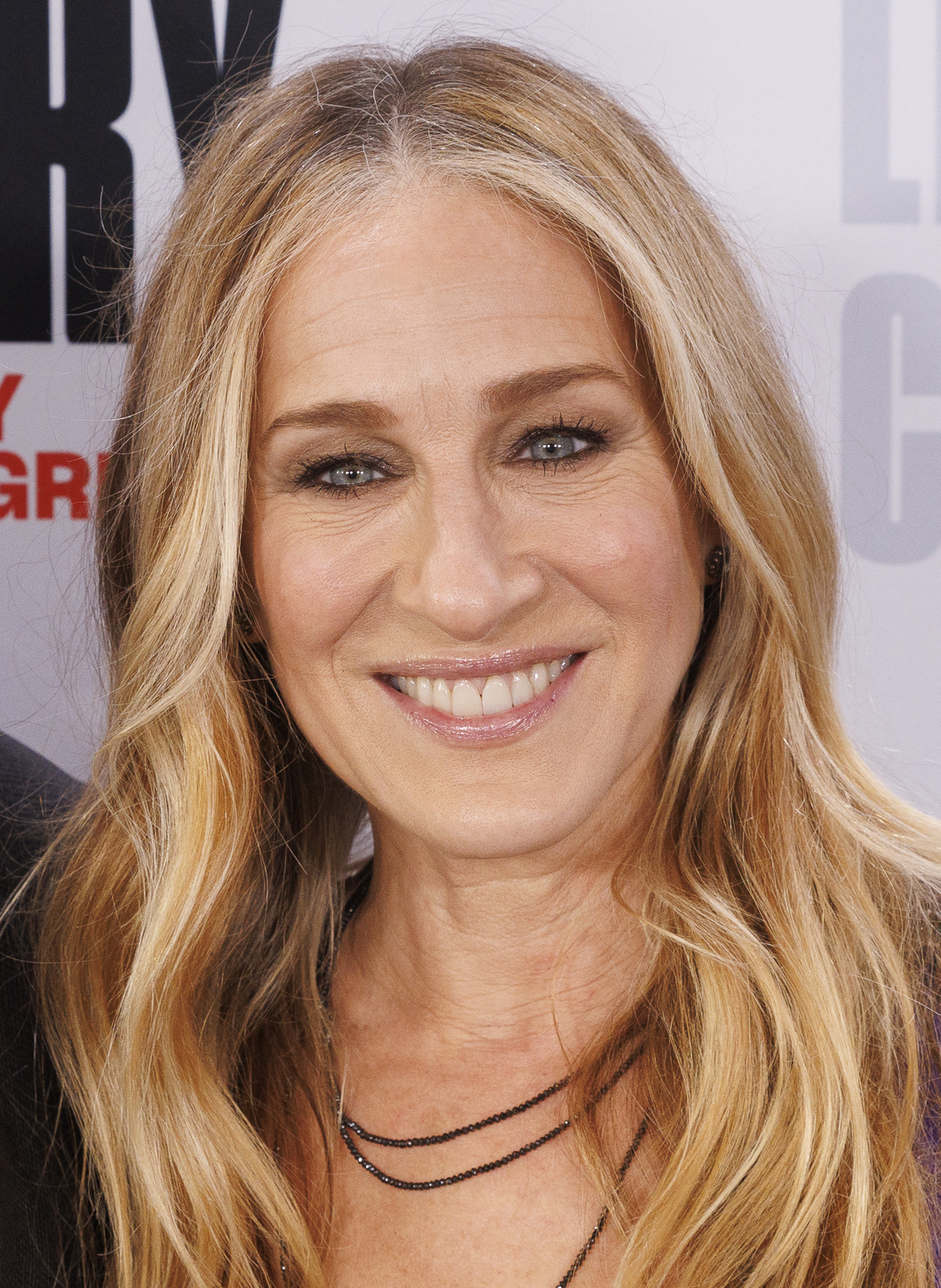
Sarah Jessica Parker

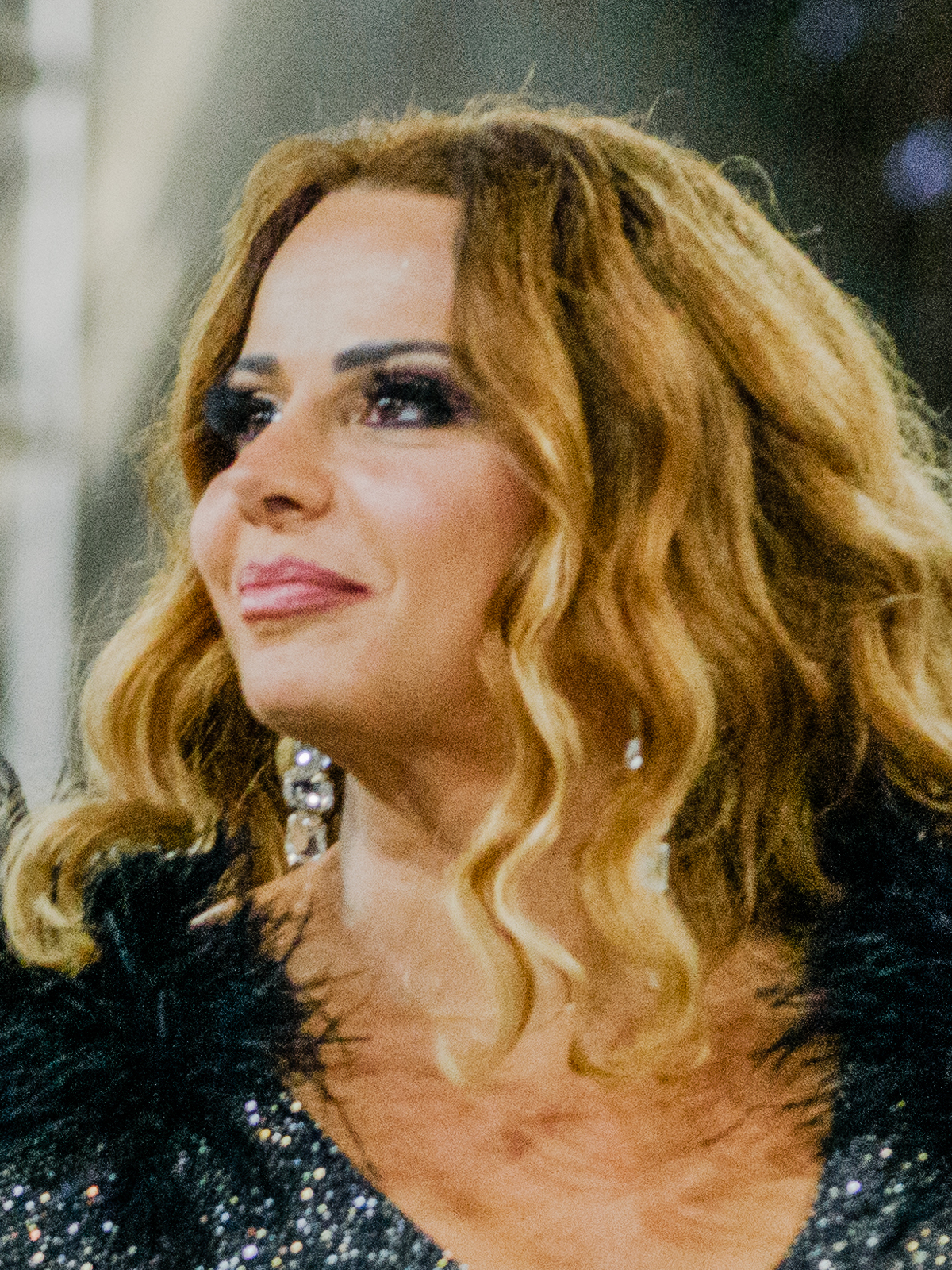
Viviane Araújo

### Anteriores ao século XIX
- 1252 — Conradino da Germânia, Duque da Suábia (m. 1268).
- 1297 — Andrônico III Paleólogo, imperador bizantino (m. 1341).
- 1345 — Branca de Lencastre, nobre inglesa (m. 1369).
- 1347 — Catarina de Siena, filósofa, teóloga e santa italiana (m. 1380).
- 1404 — João Beaufort, 1.º Duque de Somerset, líder militar inglês (m. 1444).
- 1453 — Juliano de Médici, mecenas e político italiano (m. 1478)
- 1479 — Basílio III de Moscou, grão-príncipe de Moscou (m. 1533).
- 1533 — Filipe, Príncipe de Portugal (m. 1539).
- 1538 — Cristóvão Clávio, matemático e astrônomo alemão (m. 1612).
- 1541 — Francisco I de Médici, Grão-duque da Toscana (m. 1587).
- 1545 — João II, Duque de Eslésvico-Holsácia-Sonderburgo-Plön (m. 1622).
- 1611 — Evliya Çelebi, viajante e escritor turco otomano (m. 1682).
- 1658 — John Asgill, escritor e político inglês (m. 1738).
- 1699 — Johann Adolph Hasse, cantor e compositor alemão (m. 1783).
- 1716 — Aleksey Antropov, pintor russo (m. 1795).
- 1730 — Antonio Turra, médico e botânico italiano (m. 1796).
- 1739
  - Eduardo, Duque de Iorque e Albany (m. 1767).
  - Josefa de los Dolores, religiosa e escritora chilena (m. 1823).
- 1741 — Jean-Antoine Houdon, escultor e educador francês (m. 1828).
- 1764 — Jesuíno do Monte Carmelo, pintor brasileiro (m. 1819).
- 1767 — Joaquim Murat, general francês (m. 1815).
- 1781 — Eusébio de Queirós Coutinho da Silva, magistrado brasileiro (m. 1842).
- 1782 — Carolina Bonaparte, nobre francesa (m. 1839).
- 1786 — Giovanni Battista Amici, astrônomo, engenheiro, físico e matemático italiano (m. 1863).

### Século XIX
- 1804 — João Francisco de Sousa Coutinho, compositor e político brasileiro (m. 1896).
- 1806 — Francisco de Assis e Oliveira Borges, nobre brasileiro (m. 1879).
- 1808 — José de Espronceda, poeta e escritor espanhol (m. 1842).
- 1821 — Robert Bentley, botânico britânico (m. 1893).
- 1824 — Clinton L. Merriam, banqueiro e político americano (m. 1900).
- 1834 — Agostinho Ermelino de Leão, político brasileiro (m. 1901).
- 1839
  - Augusto da Cunha Castelo Branco, político brasileiro (m. 1898).
  - Marianne Hainisch, ativista austríaca (m. 1936).
- 1844 — Adolf Engler, botânico alemão (m. 1930).
- 1852 — Gérard Cooreman, político belga (m. 1926).
- 1863
  - Simon Flexner, médico e acadêmico americano (m. 1946).
  - William Robert Ogilvie-Grant, ornitólogo britânico (m. 1924).
- 1867
  - Arturo Toscanini, violoncelista e maestro ítalo-americano (m. 1957).
  - Luz de Almeida, bibliotecário e político português (m. 1939).
  - Gutzon Borglum, escultor americano (m. 1941).
- 1873 — Rudolf Rocker, escritor e ativista teuto-americano (m. 1958).
- 1876 — Irving Baxter, atleta americano (m. 1957).
- 1881 — Béla Bartók, pianista e compositor húngaro (m. 1945).
- 1886 — Atenágoras I de Constantinopla (m. 1972).
- 1887
  - Chūichi Nagumo, almirante japonês (m. 1944).
  - Robert Quillen, humorista, jornalista e cartunista estado-unidense (m. 1948).
- 1890 — Jean Guéhenno, escritor e crítico literário francês (m. 1978).
- 1892 — Helena Antipoff, psicóloga e pedagoga bielorrussa (m. 1974).
- 1896
  - Irineu Bornhausen, político brasileiro (m. 1974).
  - Ray Enright, cineasta estado-unidense (m. 1965).
- 1897 — Jean Epstein, cineasta polonês (m. 1953).
- 1899 — Burt Munro, motociclista neozelandês (m. 1978).

### Século XX

#### 1901–1950
- 1901
  - Raymond Firth, etnólogo neozelandês (m. 2002).
  - Ed Begley, ator estado-unidense (m. 1970).
- 1902 — Marie-Josephine Gaudette, freira e supercentenária ítalo-americana (m. 2017).
- 1903
  - Binnie Barnes, atriz anglo-americana (m. 1998).
  - Frankie Carle, pianista e líder de banda americano (m. 2001).
- 1905 — Albrecht Mertz von Quirnheim, coronel alemão (m. 1944).
- 1906
  - A. J. P. Taylor, historiador e acadêmico britânico (m. 1990).
  - John Howard Pyle, político estado-unidense (m. 1987).
- 1907 — Sávio Cotta de Almeida Gama, político brasileiro (m. 1985).
- 1908
  - David Lean, diretor, produtor e roteirista britânico (m. 1991).
  - Mário Peixoto, cineasta e escritor brasileiro (m. 1992).
  - Charles Burke Elbrick, diplomata estado-unidense (m. 1983).
  - Moisés Lupion, político brasileiro (m. 1991).
- 1910 — Benzion Netanyahu, historiador e acadêmico polonês-israelense (m. 2012).
- 1911
  - Jack Ruby, assassino estado-unidense (m. 1967).
  - Luciano dos Santos, pintor português (m. 2006).
- 1912 — Jean Vilar, ator e diretor francês (m. 1971).
- 1914 — Norman Borlaug, agrônomo e humanitário americano, ganhador do Prêmio Nobel (m. 2009).
- 1915 — Jorge Guilherme de Hanôver (m. 2006).
- 1916 — Jean Rogers, atriz estado-unidense (m. 1991).
- 1919
  - Rui Cardoso Nunes, jornalista, poeta e escritor brasileiro (m. 2009).
  - Frans van der Veen, futebolista neerlandês (m. 1975).
- 1920 — Patrick Troughton, ator britânico (m. 1987).
- 1921
  - Simone Signoret, atriz francesa (m. 1985).
  - Alexandra da Grécia e Dinamarca (m. 1993).
  - José Gomes, religioso brasileiro (m. 2002).
  - Nancy Kelly, atriz estadunidense (m. 1995).
- 1923
  - Wim van Est, ciclista neerlandês (m. 2003).
  - Costinha, humorista e ator brasileiro (m. 1995).
- 1924
  - Roberts Blossom, ator estado-unidense (m. 2011).
  - Machiko Kyō, atriz japonesa (m. 2019).
  - József Zakariás, futebolista e treinador de futebol húngaro (m. 1971).
- 1925
  - Flannery O'Connor, escritora e romancista estadunidense (m. 1964).
  - Don Freeland, automobilista estadunidense (m. 2007).
  - Daniel Yanofsky, enxadrista, escritor, político e advogado canadense (m. 2000).
- 1926
  - Riz Ortolani, compositor e maestro italiano (m. 2014).
  - László Papp, pugilista húngaro (m. 2003).
  - Gene Shalit, jornalista e crítico americano.
- 1928 — Jim Lovell, capitão, aviador e astronauta estado-unidense.
- 1929
  - Hélio Souto, ator brasileiro (m. 2001).
  - Cecil Taylor, pianista e compositor estado-unidense (m. 2018).
- 1930 — Robert Mouynet, ex-futebolista francês.
- 1932 — Reynaldo Boury, diretor de televisão brasileiro (m. 2022).
- 1934
  - Gloria Steinem, ativista feminista americana.
  - Johnny Burnette, cantor e compositor estado-unidense (m. 1964).
  - Genir Destri, político brasileiro (m. 2006).
- 1937
  - Imre Mathesz, futebolista e treinador de futebol húngaro (m. 2010).
  - Onésimo Cepeda Silva, bispo católico mexicano (m. 2022).
- 1938
  - Fritz d'Orey, automobilista brasileiro (m. 2020).
  - Daniel Buren, escultor e pintor francês.
  - Hoyt Axton, ator, cantor e compositor estado-unidense (m. 1999).
- 1939 — D. C. Fontana, roteirista e produtora americana (m. 2019).
- 1940
  - Anita Bryant, cantora estado-unidense (m. 2024).
  - Mina, cantora italiana.
- 1941
  - Erhard Busek, político austríaco (m. 2022).
  - Jacques Simon, futebolista francês (m. 2017).
- 1942
  - Aretha Franklin, cantora, compositora e pianista estado-unidense (m. 2018).
  - Richard O'Brien, ator e roteirista britânico.
  - Aleksander Sopliński, político polonês (m. 2021).
  - José Germano de Sales, futebolista brasileiro (m. 1997).
- 1944 — Roland Gunesch, ex-handebolista romeno.
- 1945 — Leila Diniz, atriz brasileira (m. 1972).
- 1946
  - Daniel Bensaïd, filósofo e escritor francês (m. 2010).
  - Genésio Tureck, político brasileiro (m. 1988).
  - Hans Pirkner, futebolista austríaco  (m. 2025).
  - Stephen Hunter, escritor e crítico estado-unidense.
- 1947
  - Elton John, cantor, compositor, pianista, produtor e ator britânico.
  - Ibrahim al-Shiqr al-Jaafari, político iraquiano.
- 1948
  - Bonnie Bedelia, atriz estado-unidense.
  - Marek Karpiński, matemático e cientista da computação polonês.
- 1949 — António Mega Ferreira, escritor e jornalista português (m. 2022).

#### 1951–2000
- 1951
  - Chris Stewart, escritor britânico.
  - Leo Samama, compositor e musicólogo neerlandês.
  - Maizie Williams, cantora e modelo britânica.
- 1952
  - Antanas Mockus, matemático, filósofo e político colombiano.
  - Jung Chang, escritora chinesa.
- 1953
  - Luiz Carlos Borges, músico, compositor e intérprete brasileiro (m. 2023).
  - Marcos Leite, maestro, compositor e arranjador brasileiro (m. 2002).
  - Maria Lúcia Netto dos Santos, política brasileira (m. 2012).
  - Christos Ardizoglou, ex-futebolista grego.
- 1954 — Tim White, árbitro de wrestling norte-americano (m. 2022).
- 1955 — Ye Soo-jung, atriz sul-coreana
- 1956
  - Jerzy Materna, político polonês.
  - Wojciech Ziemniak, político polonês.
  - Benjamin Zymler, engenheiro brasileiro.
  - Matthew Garber, ator britânico (m. 1977).
- 1957 — Emanuel, cantor português.
- 1958
  - María Colón, ex-atleta de lançamento de dardo cubana.
  - John Ensign, médico e político estado-unidense.
  - Manuel Serifo Nhamadjo, político guineense (m. 2020).
  - John Maybury, cineasta britânico.
- 1959 — Alexandre Kalil, empresário e político brasileiro.
- 1960
  - Brenda Strong, atriz estado-unidense.
  - João Camargo, ator e diretor brasileiro.
  - Eric Young, ex-futebolista britânico.
  - Linda Sue Park, escritora estado-unidense.
  - Peter Seisenbacher, ex-judoca austríaco.
- 1961
  - Vasiliy Rats, ex-futebolista ucraniano.
  - Tong Fei, ex-ginasta chinês.
  - Yoon Deuk-yeo, ex-futebolista e treinador de futebol sul-coreano.
  - Riccardo Paciocco, ex-futebolista e treinador de futebol ítalo-venezuelano.
- 1962 — Marcia Cross, atriz estado-unidense.
- 1964
  - José Pintos Saldanha, ex-futebolista uruguaio.
  - Buzz Osborne, músico e compositor norte-americano.
- 1965
  - Avery Johnson, ex-jogador e treinador de basquete americano.
  - Sarah Jessica Parker, atriz, produtora e designer estado-unidense.
  - Stefka Kostadinova, ex-atleta de salto em altura búlgara.
  - María Isabel Urrutia, ex-halterofilista colombiana.
  - Mary Wayte, ex-nadadora estado-unidense.
  - Mario Lepe, ex-futebolista chileno.
- 1966
  - Jeff Healey, cantor, compositor e guitarrista canadense (m. 2008).
  - Melora Creager, músico estado-unidense.
  - Tatjana Patitz, modelo e atriz alemã (m. 2023).
  - Tom Glavine, ex-jogador de beisebol e comentarista esportivo estado-unidense.
  - Eduardo Agni, violonista e compositor brasileiro.
- 1967
  - Doug Stanhope, comediante e ator americano.
  - Debi Thomas, ex-patinadora artística e médica estadunidense.
  - Paulão, ex-futebolista brasileiro.
  - Brigitte McMahon, ex-triatleta suíça.
- 1968 — Adrián Suar, ator e produtor de televisão argentino-americano.
- 1969
  - Dale Davis, ex-jogador de basquete americano.
  - Dum-Dum, rapper brasileiro.
  - Pierangelo Manzaroli, ex-futebolista e treinador de futebol samarinês.
- 1970
  - Kari Matchett, atriz canadense.
  - Magnus Larsson, ex-tenista sueco.
  - Osvaldo Cruz, ex-futebolista e treinador de futebol angolano.
- 1971
  - Stacy Dragila, ex-atleta de salto em altura e treinadora de atletismo americana.
  - Ian Cox, ex-futebolista trinitário.
- 1972
  - Naftali Bennett, político israelense.
  - Roberto Acuña, ex-futebolista paraguaio.
  - Giniel de Villiers, automobilista sul-africano.
  - Phil O'Donnell, futebolista britânico (m. 2007).
  - Noel Pix, músico alemão.
  - Frank Solari, guitarrista brasileiro.
  - Carlos Thiré, ator brasileiro.
- 1973
  - Alexandra Quinn, atriz canadense.
  - Michaela Dorfmeister, ex-esquiadora austríaca.
- 1974
  - Laz Alonso, ator estado-unidense.
  - Finley Quaye, músico britânico.
  - Lark Voorhies, atriz e cantora estado-unidense.
- 1975
  - Viviane Araújo, modelo e atriz brasileira.
  - Melanie Blatt, cantora, compositora e atriz britânica.
  - Juvenile, rapper estado-unidense.
  - Aline Borges, atriz brasileira.
  - Gaspard Manesse, ator francês.
- 1976
  - Wladimir Klitschko, ex-boxeador ucraniano.
  - Bakhtiyor Ashurmatov, ex-futebolista e treinador de futebol uzbeque.
- 1977
  - Daniela Faria, atriz brasileira.
  - Édgar Ramírez, ator venezuelano.
- 1978 — Gennaro Delvecchio, ex-futebolista italiano.
- 1979
  - Yevgeniy Tarasov, ex-futebolista cazaque.
  - Paolo Castellini, ex-futebolista italiano.
  - Raúl Orosco, árbitro de futebol boliviano.
  - Lee Pace, ator estado-unidense.
- 1980
  - Eduardo Fischer, nadador brasileiro.
  - Olivier Patience, ex-tenista francês.
  - Hanno Koffler, ator alemão.
- 1981
  - Julián de Guzmán, ex-futebolista canadense.
  - Márcio Ivanildo da Silva, ex-futebolista brasileiro.
  - Michel Alves, ex-futebolista brasileiro.
  - Gianluca Pegolo, ex-futebolista italiano.
  - José de Armas, ex-tenista venezuelano.
  - Park Yong-ho, ex-futebolista sul-coreano.
- 1982
  - Danica Patrick, ex-automobilista estado-unidense.
  - Jenny Slate, comediante, atriz e escritora americana.
  - Ekaterina Khilko, ginasta uzbeque.
  - Sean Faris, ator e modelo estado-unidense.
  - Alex, ex-futebolista brasileiro.
  - Álvaro Saborío, ex-futebolista costarriquenho.
  - Michael Lammer, ex-tenista suíço.
- 1983
  - Túlio Souza, ex-futebolista brasileiro.
  - Nelson Rivas, ex-futebolista colombiano.
  - Martín Silva, futebolista uruguaio.
  - Njazi Kuqi, futebolista finlandês.
- 1984
  - Katharine McPhee, cantora, compositora e atriz estado-unidense.
  - Liam Messam, jogador de rúgbi neozelandês.
- 1985
  - Carmen Rasmusen, cantora, compositora e atriz canadense-americana.
  - Nicolás Navarro, ex-futebolista argentino.
  - Víctor Cáceres, ex-futebolista paraguaio.
- 1986
  - Marco Belinelli, jogador de basquete italiano.
  - Kyle Lowry, jogador de basquete americano.
  - Eduardo Ramos, futebolista brasileiro.
  - Bruno Aguiar, futebolista brasileiro.
  - Mensur Kurtiši, futebolista macedônio.
- 1987
  - Nobunari Oda, patinador artístico japonês.
  - Shaun Ontong, ex-futebolista australiano.
  - Victor Obinna, ex-futebolista nigeriano.
  - Raffaele De Rosa, motociclista italiano.
- 1988
  - Big Sean, rapper, cantor e compositor americano.
  - Ryan Lewis, produtor musical estado-unidense.
  - Sergey Afanasyev, automobilista russo.
  - Erik Knudsen, ator canadense.
- 1989
  - Alyson Michalka, cantora, compositora e guitarrista estado-unidense.
  - Scott Sinclair, futebolista britânico.
  - Alexandre Marsoin, automobilista francês.
  - Patric Cabral Lalau, futebolista brasileiro.
- 1990
  - Alexander Esswein, futebolista alemão.
  - Josué Martínez, futebolista costarriquenho.
- 1991
  - Wilco Kelderman, ciclista neerlandês.
  - Seychelle Gabriel, atriz estado-unidense.
  - Samia Yusuf Omar, velocista somali (m. 2012).
  - Diego Calvo, futebolista costarriquenho.
- 1992
  - Elizabeth Lail, atriz estadunidense.
  - Valentin Eysseric, futebolista francês.
  - Joana Ribeiro, atriz portuguesa.
  - Nuno Miguel Monteiro Rocha, futebolista cabo-verdiano.
- 1993
  - Leonardo Spinazzola, futebolista italiano.
  - Sam Johnstone, futebolista britânico.
- 1994 — Justin Prentice, ator estadunidense.
- 1995
  - Carlos Vinícius, futebolista brasileiro.
  - Nataniel Reis, futebolista timorense.
- 1996 — Jéssica Inchude, atleta guineense.
- 1997 — Rodrigo Amaral, futebolista uruguaio.
- 1998
  - Alberto Dainese, ciclista italiano.
  - Yoo In-soo, ator sul-coreano.
- 1999
  - Maria Clara David, atriz brasileira.
  - Iann Dior, rapper e compositor porto-riquenho.
  - Mikey Madison, atriz estadunidense.
- 2000 — Jadon Sancho, futebolista britânico.

### Século XXI
- 2001 — Ana Seiça, futebolista portuguesa.
- 2004 — Lukas Bergmann, jogador de vôlei brasileiro.
- 2007 — Quim Junyent, futebolista espanhol.

## Mortes

### Anteriores ao século XIX
- 0940 — Taira no Masakado, samurai japonês (n. ?).
- 1005 — Kenneth III da Escócia (n. 967).
- 1051 — Hugo IV do Maine, nobre francês (n. ?).
- 1189 — Frederico da Boêmia (n. 1142).
- 1223 — Afonso II de Portugal (n. 1185).
- 1458 — Íñigo López de Mendoza, 1.º Marquês de Santillana (n. 1398).
- 1537 — Carlos de Bourbon, duque de Vendôme (n. 1489).
- 1558 — Marcos de Niza, frade e explorador francês (n. 1495).
- 1603 — Ikoma Chikamasa, daimiô japonês (n. 1526).
- 1624 — Lucretia Magnusdotter, nobre sueca (n. 1563).
- 1625 — Giambattista Marino, poeta e escritor italiano (n. 1569).
- 1677 — Václav Hollar, pintor e gravador tcheco-inglês (n. 1607).
- 1712 — Nehemiah Grew, anatomista e fisiologista britânico (n. 1641).
- 1736 — Nicholas Hawksmoor, arquiteto britânico (n. 1661).
- 1751 — Frederico I da Suécia (n. 1676).
- 1799 — José Luís de Mascarenhas, nobre português (n. 1721).

### Século XIX
- 1801 — Novalis, poeta e escritor alemão (n. 1772).
- 1818 — Caspar Wessel, matemático e cartógrafo norueguês-dinamarquês (n. 1745).
- 1828 — Pedro de Lancastre da Silveira Castelo Branco Sá e Meneses, nobre português (n. 1771).
- 1847 — Henrique da Fonseca de Sousa Prego, militar português (n. 1768).
- 1857 — William Colgate, empresário e filantropo anglo-americano (n. 1783).
- 1860 — James Braid, cirurgião britânico (n. 1795).
- 1869 — José Bernardo da Silva Cabral, político português (n. 1801).
- 1873 — Wilhelm Marstrand, pintor e ilustrador dinamarquês (n. 1810).
- 1895 — Antônio Eneias Gustavo Galvão, militar brasileiro (n. 1832).
- 1896 — Américo Brasiliense de Almeida Melo, político brasileiro (n. 1833).
- 1898 — James Payn, escritor britânico (n. 1830).

### Século XX
- 1914 — Frédéric Mistral, lexicógrafo e poeta francês (n. 1830).
- 1918 — Claude Debussy, compositor francês  (n. 1862).
- 1924 — Wong Fei Hung, mestre de artes marciais chinês (n. 1847).
- 1927 — Maria Alfonsina Danil Ghattas, freira católica palestina (n. 1843).
- 1929 — Robert Ridgway, biólogo estado-unidense (n. 1850).
- 1931 — Ida B. Wells, jornalista e ativista americana (n. 1862).
- 1933 — João de Deus Mena Barreto, militar brasileiro (n. 1874).
- 1939 — José Petitinga, escritor brasileiro (n. 1866).
- 1940 — Antônio Vicente Bulcão Viana, militar e político brasileiro (n. 1875).
- 1951 — Oscar Micheaux, autor, diretor de cinema e produtor norte-americano (n. 1884).
- 1956 — Robert Newton, ator britânico (n. 1905).
- 1961 — Arthur Drewry, dirigente esportivo britânico (n. 1891).
- 1962 — Libero Liberati, motociclista italiano (n. 1926).
- 1964 — Pentti Eelis Eskola, geólogo finlandês (n. 1883).
- 1965 — Viola Liuzzo, ativista dos direitos civis americana (n. 1925).
- 1969 — Max Eastman, poeta e ativista americano (n. 1883).
- 1970 — Mirita Casimiro, atriz portuguesa (n. 1914).
- 1973 — Edward Steichen, fotógrafo, pintor e curador luxemburguês-americano (n. 1879).
- 1975 — Faisal da Arábia Saudita (n. 1906).
- 1976 — Josef Albers, pintor e educador teuto-americano (n. 1888).
- 1980
  - Milton Erickson, psiquiatra e psicólogo estado-unidense (n. 1901).
  - Walter Susskind, maestro e educador tcheco-britânico (n. 1913).
- 1981 — Edward Lasker, escritor e enxadrista estado-unidense (n. 1885).
- 1985 — Ema D'Ávila, atriz e comediante brasileira (n. 1918).
- 1991 — Marcel Lefebvre, arcebispo franco-suíço (n. 1905).
- 1994
  - Max Petitpierre, jurista e político suíço (n. 1899).
  - Angelines Fernández, atriz hispano-mexicana (n. 1922).
- 1997 — Baltasar, futebolista brasileiro (n. 1926).
- 1998 — Steven Schiff, advogado e político americano (n. 1947).

### Século XXI
- 2003 — José Barros Moura, político português (n. 1944).
- 2005 — Wilbur Howard Duncan, botânico estado-unidense (n. 1910).
- 2006
  - Rocío Dúrcal, atriz e cantora espanhola (n. 1944).
  - Richard Fleischer, cineasta estado-unidense (n. 1916).
  - Buck Owens, cantor, compositor e guitarrista americano (n. 1929).
- 2007
  - Andranik Margaryan, engenheiro e político armênio (n. 1951).
  - Togo Póvoa de Barros, político brasileiro (n. 1914).
  - Marshall Rogers, desenhista estado-unidense (n. 1950).
- 2008 — Abby Mann, produtor e roteirista estado-unidense (n. 1927).
- 2011 — Thomaz Farkas, fotógrafo brasileiro (n. 1924).
- 2012 — Antonio Tabucchi, escritor e acadêmico italiano (n. 1943).
- 2017 — Cuthbert Sebastian, político são-cristovense (n. 1921).
- 2019 — Scott Walker, cantor e compositor britânico (n. 1943).
- 2020 — Floyd Cardoz, chef de cozinha americano (n. 1960).
- 2021 — Beverly Cleary, escritora americana (n. 1916).
- 2022 — Taylor Hawkins, músico, baterista e compositor estadunidense (n. 1972).
- 2023 — Juca Chaves, compositor, músico e humorista brasileiro (n. 1938).

## Feriados e eventos cíclicos

### Internacional
- Grécia: Dia da Independência
- Eslovênia: Dia das Mães
- Bielorrússia: Dia da Liberdade
- Dia Internacional em Memória das Vítimas da Escravidão e do Comércio Transatlântico de Escravos
- Dia internacional da Solidariedade da Pessoa Detenta ou Desaparecida

### Brasil
- Dia Nacional da Comunidade Árabe
- Data Magna do Estado do Ceará - Ceará
- Dia Nacional do Oficial de Justiça
- Dia da Constituição Brasileira
- Dia do Especialista de Aeronáutica
- Dia Nacional do Orgulho Gay

### Cristianismo
- Anunciação da Virgem Maria
- Dimas, o bom ladrão
- Dula de Nicomédia
- Maria Alfonsina Danil Ghattas
- Nossa Senhora Reconciliadora

## Outros calendários
- No calendário romano era o 8.º dia (VIII) antes das calendas de abril.
- No calendário litúrgico tem a letra dominical G para o dia da semana.
- No calendário gregoriano a epacta do dia é vi.